# BMW R 1100 RS
Die BMW R 1100 RS ist ein vollverkleidetes Motorrad von BMW. Der Tourer wird wie alle Modelle der R-Reihe von einem Zweizylinder-Boxermotor angetrieben und wurde in den Jahren von 1993 bis 2001 im BMW-Werk Berlin in Spandau 26.037 mal gebaut.

## Technische Daten

### Antrieb
Der luft- und ölgekühlte Zweizylindermotor erzeugt aus 1085 cm³ Hubraum eine Nennleistung von 66 kW (90 PS) und ein maximales Drehmoment von 95 Nm bei einer Drehzahl von 5500 min−1.

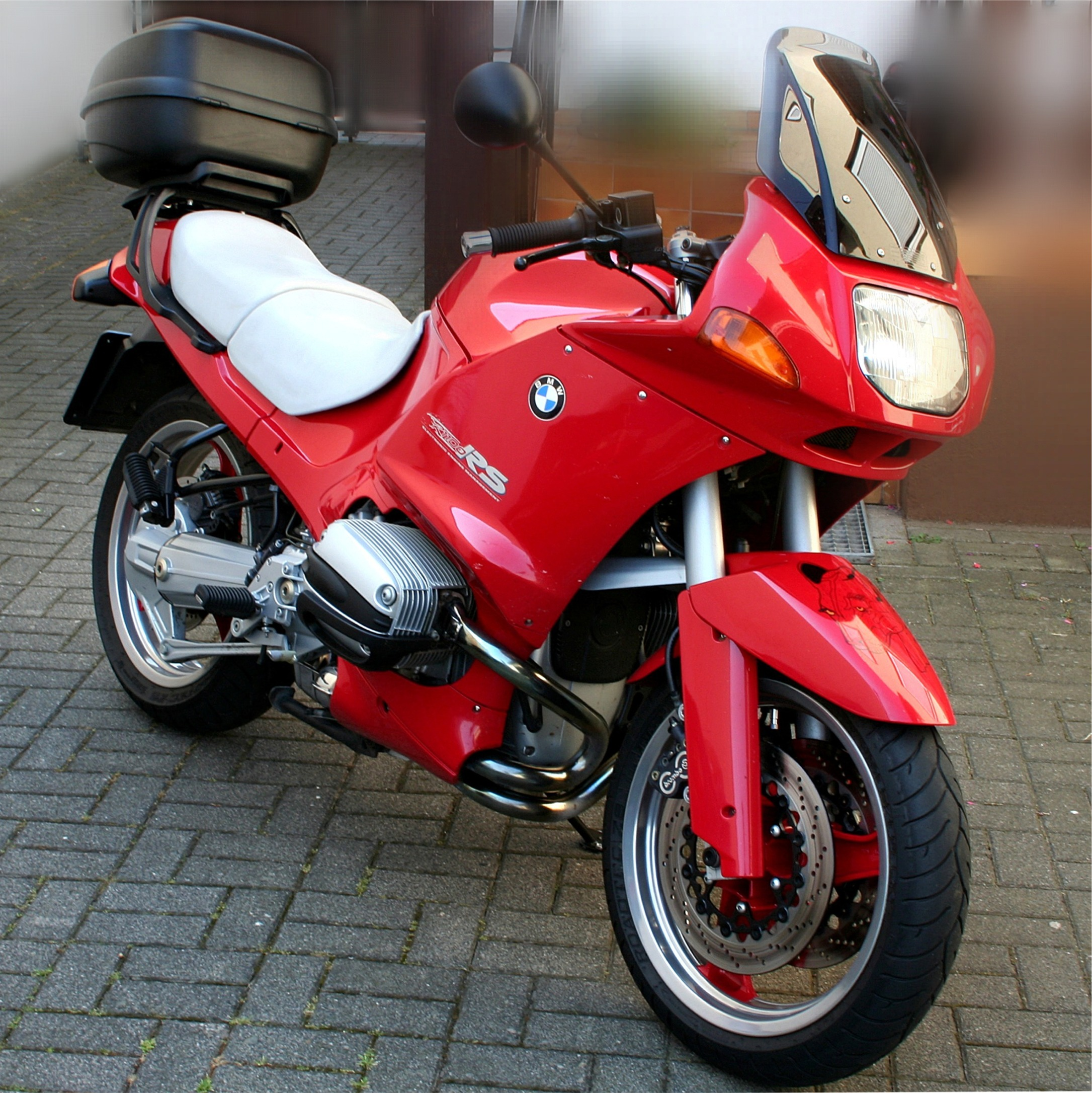
BMW R 1100 RS, mit unterer Motorverkleidung
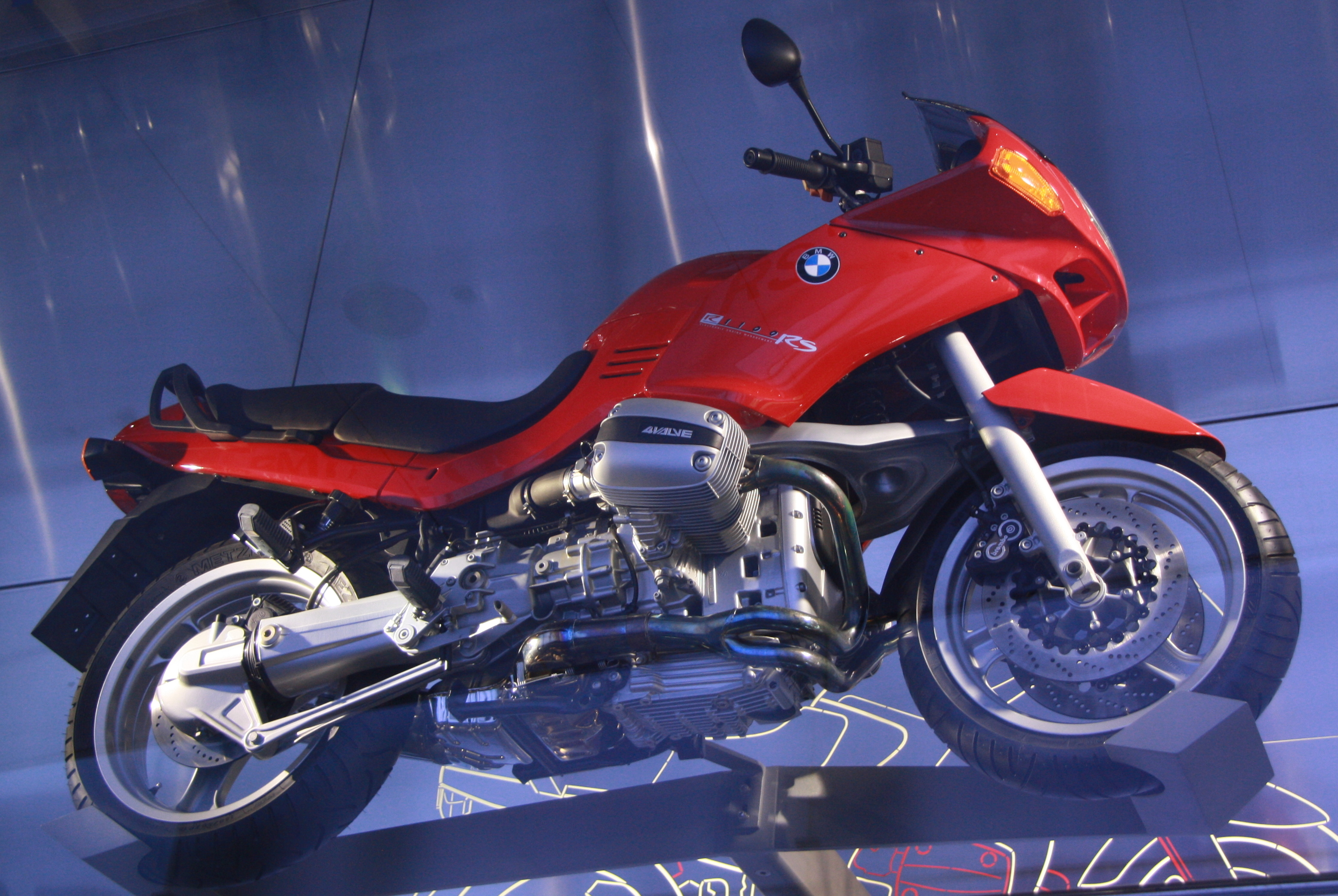
R 1100 RS im BMW Museum, ohne Motorverkleidung

Die zwei Zylinder des längs eingebauten Boxermotors haben eine Bohrung von ⌀ 99 mm Durchmesser.
Die Kolben haben einen Hub von 70,5 mm bei einem Verdichtungsverhältnis von 10,7 : 1. Jeder Zylinderkopf des Viertaktmotors hat eine kettengetriebene obenliegende Nockenwelle, die über Kipphebel zwei Einlass- und zwei Auslassventile steuert. 
Die Kraftstoffaufbereitung erfolgt durch ein Bosch Motronic MA 2.2 mit Schubabschaltung. Der Kraftstofftank fasst 23 Liter.
Das Motorrad beschleunigt in 4,1 Sekunden von 0 auf 100 km/h und erreicht eine Höchstgeschwindigkeit von 215 km/h.

### Fahrwerk
Das Fahrwerk besteht dreiteilig aus Vorderrahmen, Hinterrahmen und mittragendem Motor.
Die Vorderradaufhängung besteht aus einer Telelever-Gabel mit Dreiecks-Längslenker und einem hydraulisch gedämpften Zentralfederbein. Die Hinterradaufhängung setzt sich aus einer Paralever-Einarmschwinge mit hydraulisch gedämpften, einstellbarem Zentralfederbein zusammen.
Die Federung kann hinten individuell eingestellt und den Wünschen des Fahrers angepasst werden, je nachdem, ob sportliches oder komfortables Fahren bevorzugt wird. Sitzhöhe, Lenkerstellung, Windschild und Handbremshebel lassen sich ebenfalls verstellen. Auf Wunsch wurde die R 1100 RS mit Antiblockiersystem geliefert. Die Bereifung hat vorn die Dimension 120/70–ZR17 und hinten 160/60–ZR18.